# Sibirisk ærtetræ
Sibirisk ærtetræ (Caragana arborescens) er en løvfældende busk med en stift opret vækst og næsten rette grene. 

## Beskrivelse
Planten danner først langskud, som derefter sætter vorteagtige kortskud. Barken er først lysegrøn og behåret. Senere bliver den glat og grøn, og til sidst er den gulligt grøn med tynde afskalninger. 
Knopperne sidder spredt (på langskud), og de er grågrønne og lidt lasede at se på. Bladene er ligefinnede med omvendt ægformede og helrandede småblade. Ved bladfoden sidder parvise og omdannede, tornagtige akselblade. Over- og underside er ensartet lysegrønne. 
Blomstringen sker i maj, og de gule blomster sidder få sammen på kortskuddene. De er formet som typiske ærteblomster. Frugterne er smalle bælge, der rummer sortbrune, hårde frø.
Rodnettet består af en kraftig pælerod med vidtstrygende siderødder. Planten er afhængig af en symbiose med knoldbakterier (Rhizobia).
Højde x bredde og årlig tilvækst: 4 x 3 m (50 x 30 cm/år). 

## Hjemsted
Arten er naturligt udbredt i Centralasien, men er desuden naturaliseret i andre tørre, tempererede områder (f.eks. prærierne i Nordamerika). 
Den nedre grænse for nåleskovene i Altaibjergene ligger i højder mellem 600 og 900 m over havet. Her vokser sibirisk ærtetræ sammen med Actaea erythrocarpa, fjerbregne, hasselurt, kvalkved, alm. mangeløv, alm. røn, Caragana frutex, druehyld, finsk rose, hindbær, klitrose, kvastspiræa, Lonicera altaica, sibirisk lærk, skovfyr, skovgaltetand og solbær.